# Plavi orkestar
Plavi orkestar – jeden z najpopularniejszych zespołów rockowych pochodzących z Socjalistycznej Federacyjnej Republiki Jugosławii. 
Zespół powstał w 1983 roku w Sarajewie. Zespół określono jako kulturalny fenomen lat osiemdziesiątych i dziewięćdziesiątych. Do 2005 roku sprzedał łącznie 5 milionów płyt. Ze względu na popularność, zespół jest nazywany Bośniackim The Beatles.
Plavi orkestar odniósł sukces za sprawą albumu Soldatski bal, na którym znalazły się takie przeboje jak: „Suada”, „Bolje biti pijan nego star”, „Medena curice” i „Odlazi nam raja”. Następny album (Fašizmu smrt) również odniósł duży sukces komercyjny. W 2015 roku zespół wydał album Sedam. Do 2016 roku zespół zagrał łącznie 3500 koncertów i wydał osiem albumów muzycznych.

## Obecny skład zespołu
- Saša Lošić(inne języki) – śpiew
- Saša Zalepugin(inne języki) – gitara
- Samir Ćeremida – gitara basowa
- Admir Ćeremida(inne języki) – perkusja

Źródło: 